# David Production
David Production, Inc. (株式会社デイヴィッドプロダクション Kabushiki kaisha Deividdo Purodakushon?) är en japansk animationsstudio som är baserad i Nishitokyo i Tokyo. Den grundades i september 2007 av två före detta Gonzo-anställda: presidenten och producenten Kōji Kajita, och producenten Taito Okiura. Den 1 augusti 2014 köptes företaget upp av Fuji Television.
Namnet "David" kommer dels från den bibliska berättelsen om David och Goliat, och är dels en förkortning som står för "Design Audio & Visual Illusion Dynamics" ("Utforma ljud och visuell illusionsdynamik").

## Produktioner
- Code Geass: Lelouch of the Rebellion R2 (2008. Medverkan i produktion av två avsnitt; huvudproduktion av Sunrise)
- Soul Eater (2008–2009. Medverkan i produktion av flera avsnitt; huvudproduktion av Bones)
- Inazuma Eleven (2008–2009. Medverkan i produktion av flera avsnitt; huvudproduktion av OLM)
- Kuroshitsuji (2008–2009. Medverkan i produktion av flera avsnitt; huvudproduktion av A-1 Pictures)
- Ristorante Paradiso (2009)
- Dogs: Stray Dogs Howling in the Dark (2009)
- Tatakau Shisho (2009)
- Level E (2011. Producerad i samarbete med Studio Pierrot)
- Ben-to (2011)
- Inu x Boku SS (2012)
- DC Nation Shorts (2012. Amethyst, Princess of Gemworld och Superman @ Tokyo)
- Jojo's Bizarre Adventure (2012–)
- Hyperdimension Neptunia: The Animation (2013)
- Fire Force (2019)